# 마포 일가족 실종 사건
마포 일가족 실종 사건(麻浦一家族失踪事件) 혹은 네 모녀 살해 사건은 2008년 2월 18일 대한민국 서울특별시 마포구 창전동 한 아파트에 사는 김연숙(46세, 여)과 정선아(20세) 등 자녀인 3명의 딸이 실종된 사건이다. 가족의 신고로 수사에 착수한 경찰은 김연숙과 내연 관계에 있던 전직 프로 야구 선수 이호성을 용의자로 주목하고, 그를 추적하였으나 사건 발생 20여 일만에 이호성은 서울 한강에서 자살로 추정되는 익사체로 발견되었다. 실종된 김연숙과 3명의 딸은 마포구 창전동의 아파트에서 살해되어 이호성의 선친 묘 근처의 공동묘지에 암매장된 것을 당시 이호성의 주문으로 구덩이를 팠던 인부의 제보로 밝혀졌다. 이호성의 단독 범행으로 결론이 났지만 사건에 대한 여러 미스터리는 여전히 남아 있다.

## 사건 개요
2008년 2월 18일 서울 마포구 창전동의 한 아파트에 살던 김연숙과 자녀 3명이 갑자기 소식이 끊겼다. 가족의 신고로 수사에 착수한 경찰은 김연숙의 집에서 혈흔을 발견하고, 그 시간대 아파트 CCTV를 통해 김연숙과 내연관계에 있던 전 KIA 타이거즈 선수 이호성이 대형 여행가방을 끌고 나가는 장면을 확인했다. 경찰은 그를 유력한 용의자로 보고 그의 신변확보에 나섰다.
하지만 3월 10일 이호성이 한강에서 익사체로 발견되어 일가족의 행방이 묘연해질 수도 있었으나 제보에 의해 전남 화순 한 야산의 이호성의 선친의 묘 근처에서 발견되었다.
살해 동기와 관련하여 이호성은 김연숙에게 돈을 빌렸는데, 김연숙에게서 빌린 돈을 돌려받기를 요구받자 범행을 저지른 것으로 경찰은 보고 있다. 또한 범행에 가담한 공범은 없는 것으로 보고 이호성 단독 범행으로 잠정결론을 내리고 마무리 수사에 박차를 가하고 있다.

## 의문점
유력한 용의자인 이호성의 자살로 인해 사건에 대한 경위는 정확히 알 수 없게 되었다. 다만 그를 둘러싼 여러 가지 의혹이 난무하고 있다.
범행동기와 공범의 유무 및 김연숙의 통장에서 빼낸 1억 7천만원중에 7천만원의 사용출처 등이다.
또한 이호성이 죽기 직전까지 약 31시간 동안 동행했던 또다른 여성인 차 모씨의 전화 인터뷰로 인해 사건에 대한 의혹은 끊이지 않고 있다.
이외에도, 김연숙 모녀가 실종된 이후, 그녀들이 살았던 아파트 주차장에 사라진 김연숙 소유의 차를 주차시키고 나오다 폐쇄회로 TV(CCTV)에 찍힌 남성이 호리호리한 체격을 지닌 사람으로서, 이호성이 아닌 제 3의 인물일 것이라는 의혹이 제기되기도 했으며, 또다른 공범의 존재 여부가 큰 관심을 모으기도 하였다. 그러나 경찰은 공식 발표를 통해 폐쇄회로 TV의 남성 또한 이호성인 것으로 확인이 되었다고 밝혔다. 김연숙 측 유족들은 경찰의 발표에 반발하기도 했다.